# Sumario

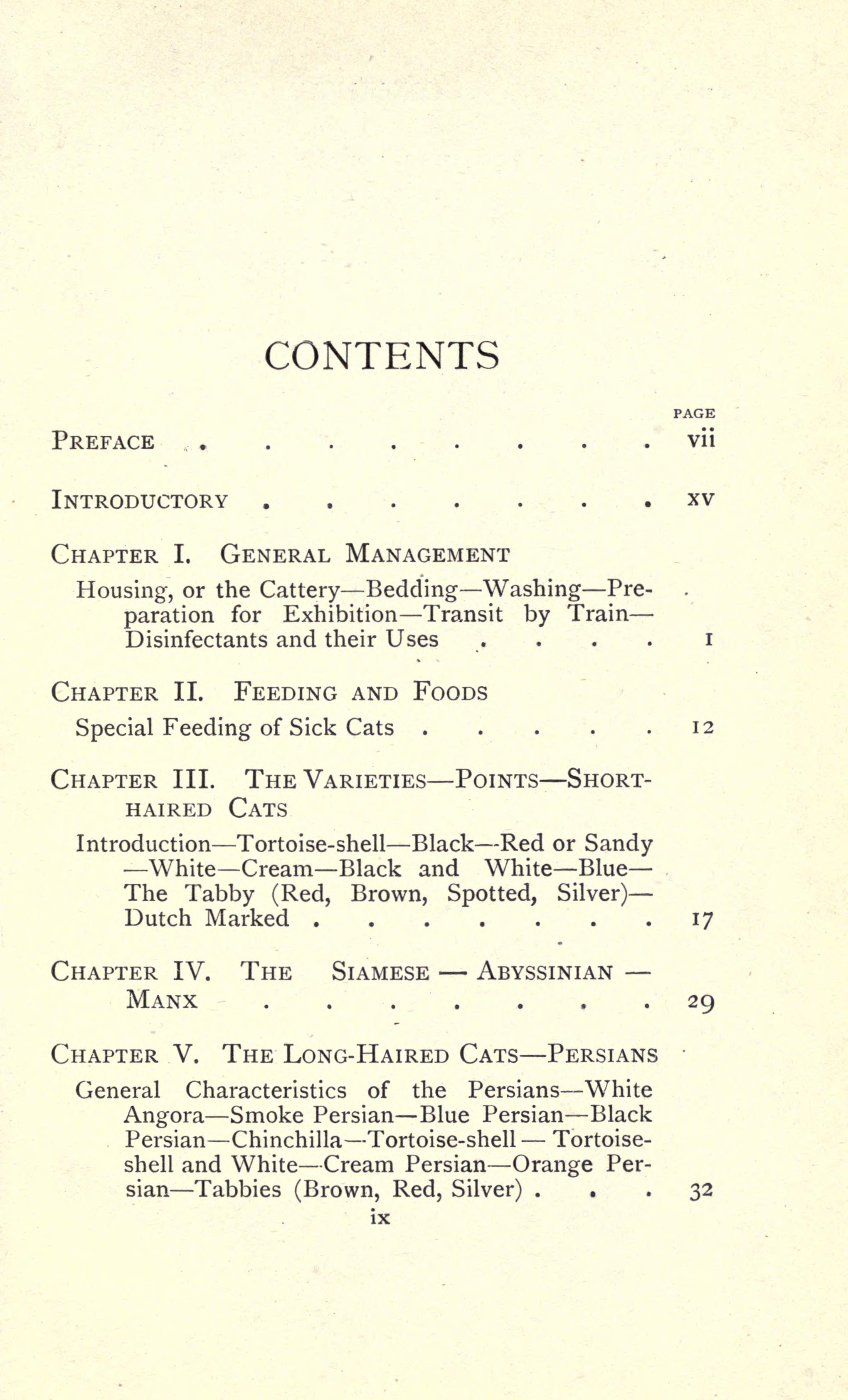
Índice de un libro sobre gatos con texto descriptivo.

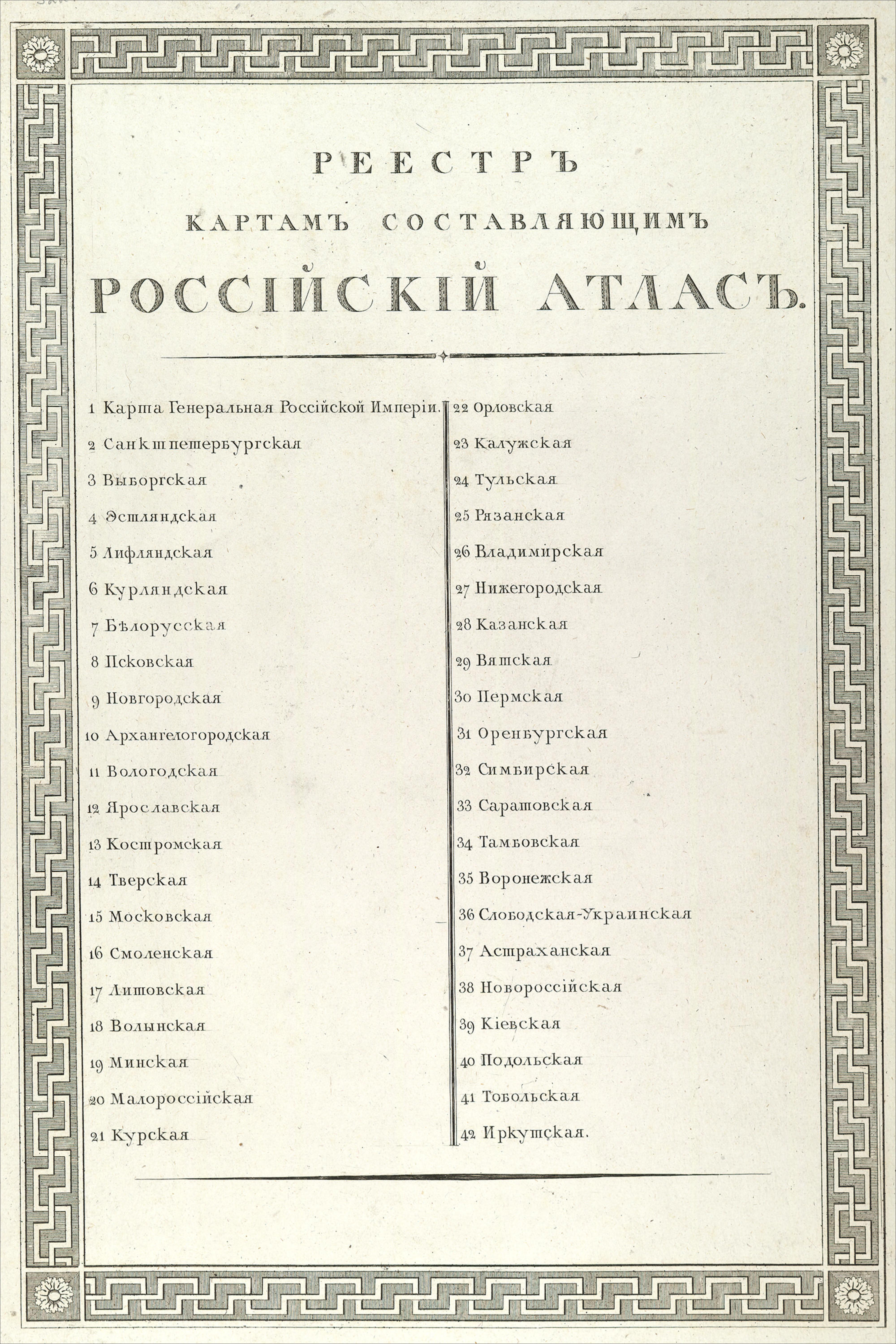
Sumario de un atlas del Imperio ruso, datado del año 1800.

Un sumario, índice general, índice de materias, índice de contenido o tabla de contenidos, y abreviado informalmente como TDC, es una lista que suele encontrarse en una página antes del comienzo o al final de una obra escrita, de los títulos o breves descripciones de sus capítulos o secciones, con sus números de página iniciales.

## Historia
Plinio el Viejo atribuye a Quinto Valerio Sorano (m. 82 a. C.) ser el primer autor que incluyó un índice para ayudar a los lectores a navegar por una obra extensa.
A principios de la Edad Media, la innovación de los índices tuvo que abandonarse debido al coste del papel. No se retomaría hasta después del siglo XII, cuando surgieron fábricas de papel en España e Italia que permitieron aumentar la producción de papel en toda Europa.

## Forma
Un índice suele incluir los títulos o descripciones de los epígrafes de primer nivel (capítulos en las obras más largas), y a menudo incluye también epígrafes de segundo nivel (secciones o epígrafes A) dentro de los capítulos, y a veces incluso epígrafes de tercer nivel (subsecciones o epígrafes B) dentro de las secciones. El grado de detalle de los índices depende de la extensión de la obra. Los informes formales (de diez o más páginas y demasiado largos para incluirlos en un memorándum o una carta) también tienen un índice. En un libro en inglés, el índice suele aparecer después de la portada, los avisos de copyright y, en las revistas técnicas, el resumen; y antes de cualquier lista de tablas o figuras, el prólogo y el prefacio.
Los índices impresos indican el número de página donde comienza cada parte, mientras que los digitales ofrecen enlaces para ir a cada parte. El formato y la ubicación de los números de página es una cuestión de estilo de la editorial. Si los números de página aparecen después del texto del encabezamiento, pueden ir precedidos de caracteres llamados líderes, normalmente puntos o puntos suspensivos, que van desde los títulos de los capítulos o secciones en el lado opuesto de la página, o los números de página pueden permanecer más cerca de los títulos. En algunos casos, el número de página aparece antes del texto.
Si un libro o documento contiene capítulos, artículos o relatos de diferentes autores, sus nombres suelen aparecer en el índice.
Por lo general, las páginas que preceden al índice no figuran en él. Sin embargo, se cuentan todas las páginas excepto la cubierta exterior, y el índice suele numerarse con un número de página en minúsculas romanas. 

## En documentos electrónicos
Muchos procesadores de texto populares, como LibreOffice Writer, Microsoft Word, WordPerfect y StarWriter, son capaces de generar automáticamente un índice si el autor del texto utiliza estilos específicos para capítulos, secciones, subsecciones, etc.
Asimismo, las tablas de contenido de los libros y documentos digitales pueden crearse mediante marcadores.

## Galería

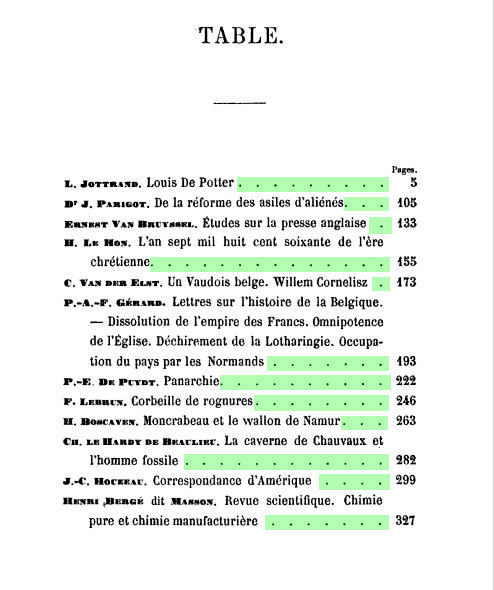
Un índice con las conductoras resaltadas en verde
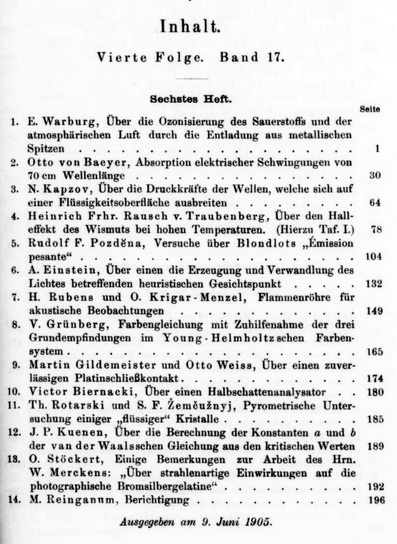
Índice de la revista científica Annalen der Physik (Anuario de Física), de junio de 1905. El innovador artículo de